# Alberto Rodríguez Larreta
Alberto Rodríguez Larreta (Buenos Aires, 14 januari 1934 - 11 maart 1977) was een Formule 1-coureur uit Argentinië. Hij reed op 7 februari 1960 zijn thuisrace voor het team Lotus, maar scoorde hierin geen punten. Larreta eindigde op een negende positie.